# ホランド駅 (ミシガン州)
ホランド駅（英語：Holland Station）は、ミシガン州ホランド リンカーン・アヴェニュー171にある駅。 全米各地を結ぶ旅客鉄道のアムトラックが乗り入れている。

## 概要
現在の駅舎は1926年にペレ・マルケット鉄道によって建てられた。1971年に使用を停止した後、荒廃したが1991年に改修工事が完成した。

## 利用可能な鉄道路線／列車
アムトラックの停車する列車は下記の通り。
シカゴとグランドラピッズ間の昼行中距離列車ペレ・マルケット号… 1日1往復停車